# Hemithea (Schwester des Tennes)
Hemithea (altgriechisch Ἡμιθέα Hēmithéa, deutsch ‚Halbgöttin‘) ist in der griechischen Mythologie die Tochter des Kyknos, König von Kolonai in der Troas, mit Prokleia. Ihr Bruder war Tennes.
Die zweite Frau des Kyknos, Philonome, bezichtigte den Tennes, dessen Liebe sie vergeblich zu gewinnen suchte, sie vergewaltigt zu haben. Ein Flötenspieler namens Eumolpos oder Molpos bezeugte dies.
Daraufhin ließ Kyknos beide Kinder in einem Kästchen – die Bibliotheke des Apollodor benutzt den Begriff Larnax – auf dem Meer aussetzen, das sie nach der Insel Leukophrys, später Tenedos genannt, trieb. Bei Plutarch sind es die Geschwister selbst, deren Flucht sie nach Tenedos verschlug. Als Kyknos die Wahrheit bekannt wird, ließ er den Flötenspieler steinigen, seine Frau jedoch lebendig begraben. Nun setzte er nach Tenedos über, um seinen Sohn um Verzeihung zu bitten – eine Bitte, der Tennes nicht nachkam. Tennes fiel später wie sein Vater im Trojanischen Krieg: Achilleus stellte der Hemithea nach, die von ihrem Bruder verteidigt wurde. Tennes wurde von Achilleus getötet, Hemithea aber konnte entkommen und wurde von der Erde verschlungen.
In der Erzählung bei Diodor zu den Geschehnissen um Kyknos und seinen Sohn Tennes kommt Hemithea nicht vor.